# Anna Sidorova
Anna Vladimirovna Sidorova (Russisch: А́нна Влади́мировна Си́дорова; Moskou, 6 februari 1991) is een Russisch curlingspeelster.

## Biografie
Sidorova deed aan kunstrijden, totdat een blessure haar op dertienjarige leeftijd dwong te stoppen. Vervolgens startte ze met curling. In 2009 nam ze voor het eerst deel aan het EK. Tot op heden won ze vier medailles, waarvan twee gouden. Op het WK won ze één zilveren en vier bronzen medailles.